# Amiot 110
L'Amiot 110 est un prototype de chasseur monoplace léger français de l'entre-deux-guerres.

## Conception
Ce chasseur monoplace répondait au programme « Jockey », qui prévoyait la réalisation d’appareils entièrement métalliques mais plus légers que les appareils traditionnels en bois et toile. L’aile haute, à structure métallique mais revêtement entoilé, était de type parasol, haubanée de chaque côté par une paire de mats en V. À la base des mâts une courte voilure apportait un complément de portance et surtout servait de réservoir de carburant largable. Le train d’atterrissage, sans essieu, était amorti par interposition de blocs de caoutchouc. L’ensemble était calculé avec un coefficient de 18. 
Le premier prototype Amiot 110 C1 vola début 1928 et fut présenté au Salon aéronautique de Paris la même année. Il fit l’objet de nombreux essais en piqué, le dernier se terminant par la destruction du prototype, qui s’écrasa en tuant son pilote, Pollon, le 1er juillet 1929. Un second prototype, avec revêtement d’aile métallique, fut rapidement abandonné par la SECM, les services officiels préférant le Nieuport-Delage NiD.62.